# SHOEI
株式会社SHOEI（ショウエイ）は、東京都台東区に本社を置くヘルメットメーカー。JPX日経中小型株指数の構成銘柄の一つ。

## 沿革
1954年3月に鎌田栄太郎が鎌田ポリエステルを創業。
1959年3月17日に昭栄化工株式会社を設立。
1960年1月よりオートバイ用ヘルメット製造に着手。鎌田が新橋で経営していた旅館を出張などで利用していた本田技研工業（ホンダ）の社員から、外国製ヘルメットに対する不満を聞いたことがきっかけであり、当初はリヤカーにヘルメットを積んで納品していた。
1965年には本田技研工業の純正ヘルメットに採用。1968年に茨城工場を建設、7月にはアメリカに現地法人を設立。
1980年代には世界一の生産量を誇るヘルメットメーカーに成長。
1986年に当時本田技術研究所より独立し設計事務所を営んでいたCKデザインの佐々木和夫を技術顧問として迎えた。佐々木提案によるヘルメットの快適性をテーマに風切音や換気性などの改善と向上に努め、頭部を保護するだけではなく快適性も備えたものへと発展させた。この機能を具備したヘルメットはオンロード用だけのとどまらず、オフロードも含め波及した。この頃に新橋の鎌田の旅館は本社ビルに改装され一階は日本料理屋として打合せなどにも活用されていた。旅館の息子というだけあって鎌田の料理の腕前もなかなかのものだった。
1989年4月、岩手県東磐井郡藤沢町（現在の一関市）に岩手工場を設立。現在の工場体制となる。
1992年、放漫経営などによる資金繰りの悪化から会社更生法の適用を申請。三菱商事の支援もあって当初計画を前倒しして1998年に更生手続を終了。同年5月に株式会社シヨウエイ、同年8月に現社名に変更する。
2004年、JASDAQに上場。2007年10月7日に上場廃止。同年東京証券取引所2部に上場。2015年10月29日に東京証券取引所第一部に指定替えされた。

## エピソード
オートバイレースではモリワキエンジニアリングと関係が強く、所属ライダーはSHOEI製ヘルメットを着用する。1983年よりロードレース世界選手権（WGP/現MotoGP）へと進出し、1987年世界王者を獲得するモリワキ出身のワイン・ガードナーも長くSHOEIユーザーだった。WGPのトップライダーでは片山敬済が早期にSHOEIと契約し使用を開始したほか、最高峰500ccクラスチャンピオン経験者、エディ・ローソンはそれまで米・ベル社のヘルメットを着用していたが、1987年シーズン途中から新規にショウエイと契約しユーザーとなった。供給開始した同社は、彼がトップグレードのヘルメットではなく、セカンドグレードのヘルメットを使っていて理由を聞いたところ、「こっちのほうが風切り音が少ないから」と返答された。時速300キロ (km/h)に達することもあるレース中、二輪ライダーは常に暴風の真っ只中にいるような風切り音にさらされる。それまでショウエイの技術者はその音の部分にさして注意を払っていなかった（あえて無視していた）が、ローソンが音の部分に最も神経を使っていた事に驚き、その塊のような空気抵抗と闘いながら走るチャンピオンの意見を無視することもできず、後に空気抵抗の影響がより少ない「X-8」の特徴的なシールド開発へとつながっていった。X-8ではそれまで別バーツとなっていたシールドホルダーシステムを廃止し、シールド自体の内側に本体との接続ホールド機能を持たせて表面サーフェスを均一化し、風切音の減少に成功した。
1980年代中盤には4輪レース用のヘルメットも顧客を増やし、国内トップレーサーの中では長谷見昌弘が1970年代よりSHOEIユーザーでありもっとも古い顧客であったが、高橋健二、鈴木亜久里などもユーザーとなりレースで使用開始。四輪世界最高峰レースであるF1でもケネス・アチソンやステファン・ヨハンソンと契約し1986年から参戦した。1991年に勢力を一気に拡大しF1でのヘルメットの最大勢力となり、アラン・プロスト（92年まで）とミハエル・シューマッハ（92年途中まで）も着用開始。1992年から1994年2月まではアイルトン・セナもショウエイ製ユーザーであった。ミカ・ハッキネンは1994年から1997年にショウエイヘルメットを着用。ジャン・アレジは1991年から1998年までの8年と長いユーザーであった。1998年頃を最後に4輪レースからは撤退し、その後の製品ラインナップは2輪用のみである。MotoGPではマルク・マルケスやトニ・エリアスらが着用している。
二輪／四輪車用ヘルメットのみならず航空機用ヘルメットも製造しており、FHG-1（主に陸上自衛隊向け）、同2（主に航空自衛隊向け）、同3（主に海上自衛隊向け）、同5（主に官公庁・民間向け）などを製造している。但し自衛隊向けの製品は防衛装備庁の公告に基づく入札による契約ごとに仕様書に従い随時製造するものであり、必ずしも昭栄化工／SHOEI一社のみが独占的に製造しているわけではない。
2011年の東日本大震災では岩手と茨城の両工場が被災した。損害額は6,300万円であった。
工場のある稲敷市および一関市には、2021年度より毎年度、ESG経営の一環でふるさと納税を行っている。一関市では、市内で行われる東京ガールズコレクション「TGC teen ICHINOSEKI」の開催費用に充てられている。

## ラインナップ

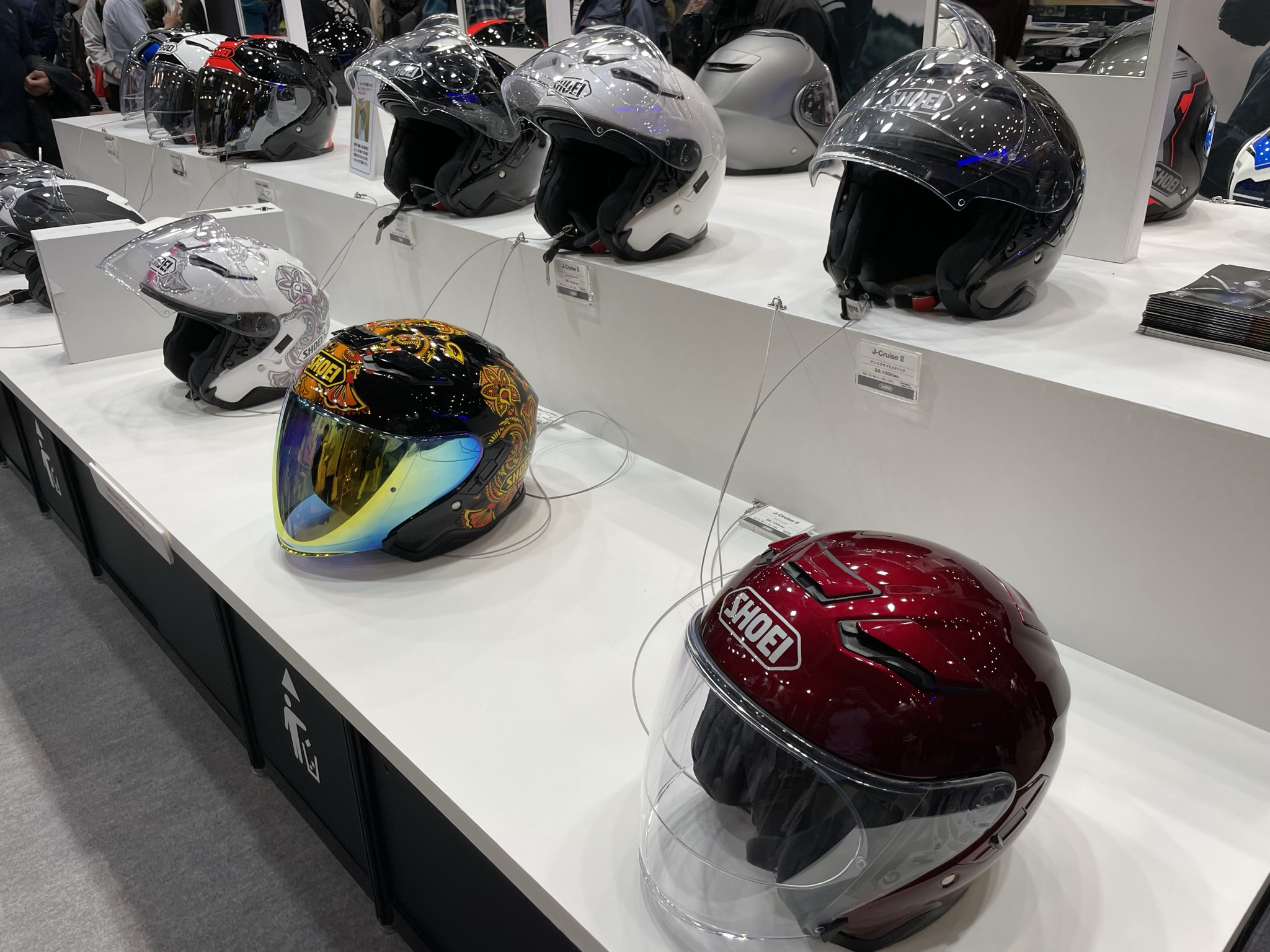
オートバイ用ヘルメット（東京モーターサイクルショーにて）

最新情報については、公式Webサイトの製品情報を参照のこと。

### フルフェイス
- X-Fifteen
- GT-Air 3
- Z-8
- WYVERN ∅
- Glamster
- EX-ZERO
- OPTICSON（HUD搭載ヘルメット）

### システム
- NEOTEC 3

### ジェット
- J-Cruise 3
- J・O+
- J-FORCE IV
- J・O

### オフロード
- VFX-WR
- HORNET ADV

### 自転車用
- X-GRID

（2025年7月時点）

## 工場

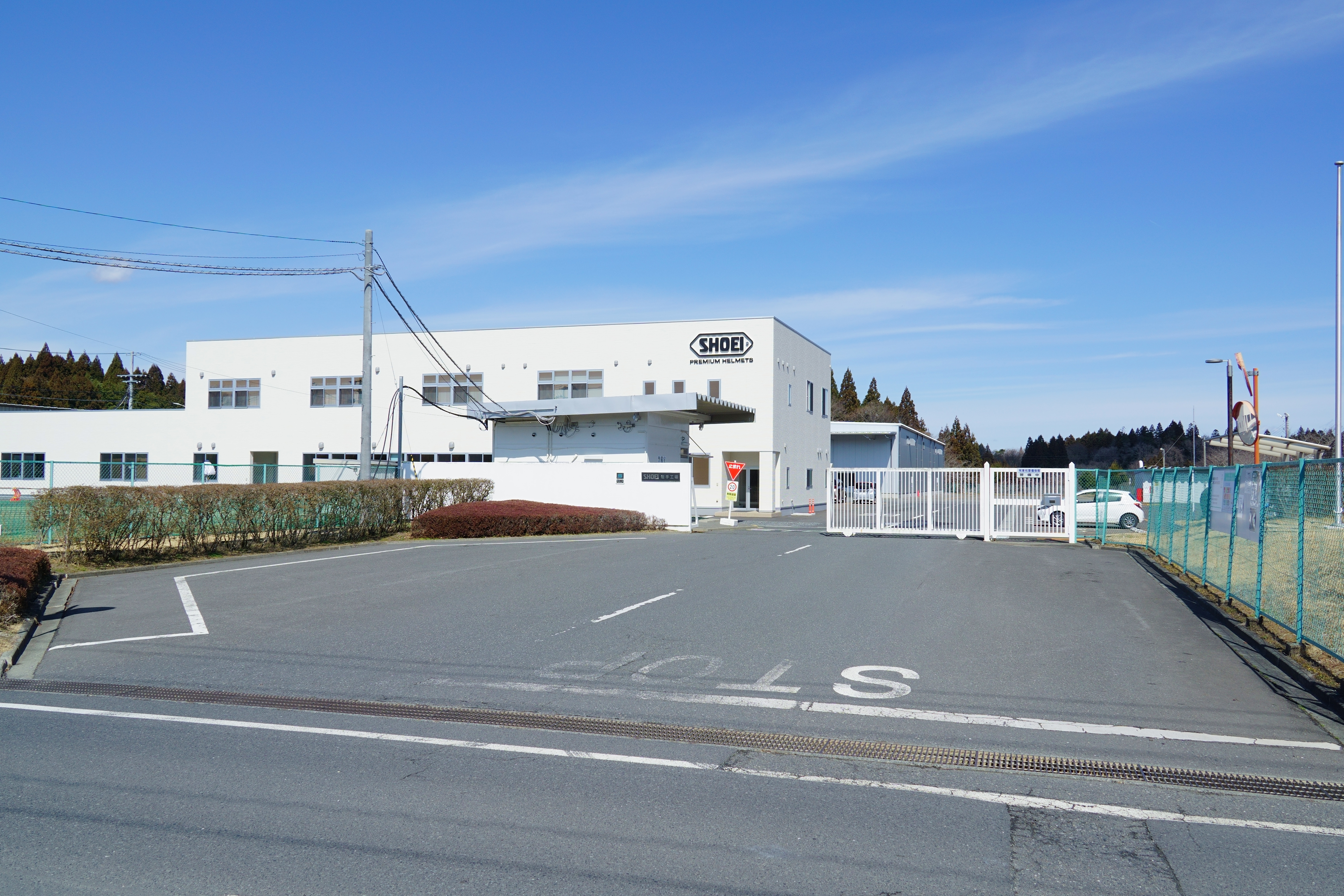
岩手工場（2025年3月撮影）

- 茨城工場 - 茨城県稲敷市羽賀1793番地1
- 岩手工場 - 岩手県一関市藤沢町徳田字野岡27番地1